# O'Hara's Playboys
O'Hara's Playboys was een Britse band uit Glasgow, die ook successen kende in Duitsland.

## Geschiedenis
De band had een succesvolle carrière in Duitsland tussen 1962 en 1966. Ze toerden door heel Duitsland, waren diverse malen in de Star-Club in Hamburg en zongen met Barbara Murphy. O'Hara ging spelen met de Britse band The Californians. Nadat de groep was teruggekeerd naar het Verenigd Koninkrijk, stonden ze in het voorprogramma van verschillende belangrijke Amerikaanse bands en in 1968-1969 traden ze acht keer op op televisie, bij ITV, Scottish Television, Teilifís Éireann, BBC1 en BBC2, inclusief The Golden Shot. Ze waren de eerste band waaraan twee helften van een aflevering van Colour Me Pop werden toegekend. De eerste helft van het programma werden ze live gefilmd in Sheffield en de tweede helft door de BBC.

## Discografie

### Singles
Decca Records
- 1964: Louie Louie / Stampfkartoffeln Tä-Tä-Rä - John O'Hara and His Playboys
- 1964: Das War Gestern / Ein Zwei Drei
- 1964: Doo Wah Diddy Diddy / Mr Moonlight

Fontana Records
- 1966: Start all over / I've been wondering
- 1967: Spicks and Specks / One fine lady
- 1967: Ballad of the soon departed / Tell me why
- 1967: Island in the sun / Harry
- 1968: In the shelter of your heart / Goodnight Mr Moonlight
- 1968: I started a joke / Show me
- 1968: Voices / Blue dog
- 1969: More than just a woman / No no no no

### Albums
- 1964: Playboys Party No 1 (Decca Records)
- 1968: Get Ready (Fontana Records)